# 평양골프장
평양골프장(平壤골프場)은 조선민주주의인민공화국 평양시에 위치한 골프장이다. 당국에 따르면 하루에 40명 정도가 이 골프장을 이용한다고 한다.